# ジム・マッカーティ
ジェームズ・スタンリー・マッカーティ（Jim McCarty、James Stanley McCarty、1943年7月25日 - ）は、イングランド出身のミュージシャン、ドラマー。
1960年代の著名なロックバンド「ヤードバーズ」の創設メンバー。「ルネッサンス」や「イリュージョン」など、フォーク/プログレッシブロックの分野でも活動した。

## 略歴

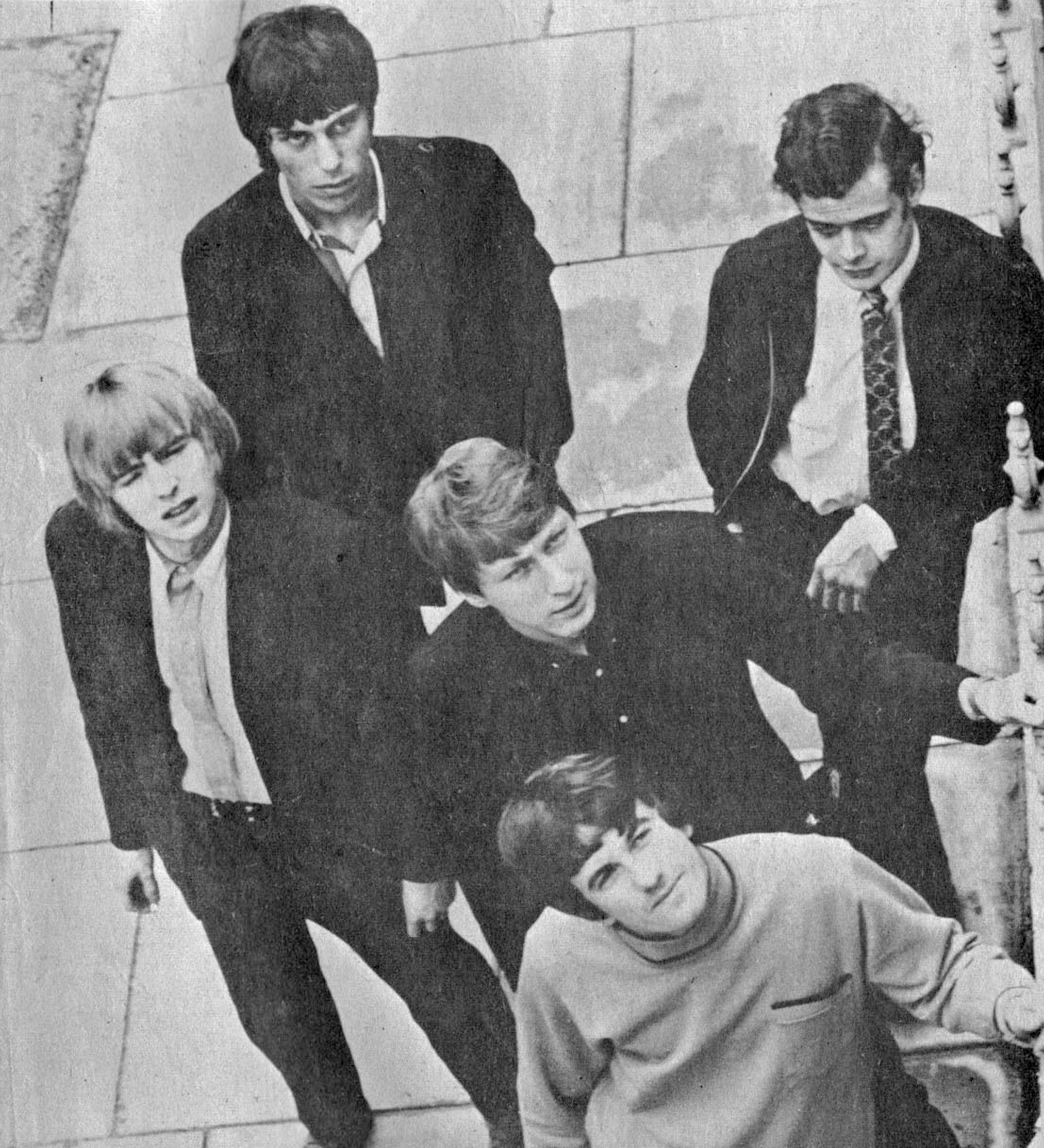
ヤードバーズ時代（1965年）。手前がマッカーティ。

「ヤードバーズ」（The Yardbirds）の創設に携わり、1968年まで在籍して、エリック・クラプトン、ジェフ・ベック、ジミー・ペイジと活動した。
1968年、ヤードバーズを脱退して、同僚のキース・レルフとフォーク・ロック・デュオ「トゥゲザー」（Together）を結成。翌1969年、レルフらとフォーク/プログレッシブ・ロック・バンド「ルネッサンス」（Renaissance）を結成する。両名とも初期の段階で離脱したが、ルネッサンスが同分野を代表するバンドになる基礎を作った。
1977年、ルネッサンスの初期メンバーと、プログレッシブ・ロック・バンド「イリュージョン」（Illusion）を結成。しかし当時のロック界はパンク/ニュー・ウェイヴ流行の最中であり、イリュージョンはアルバムを2作発表した後、1979年に解散した。

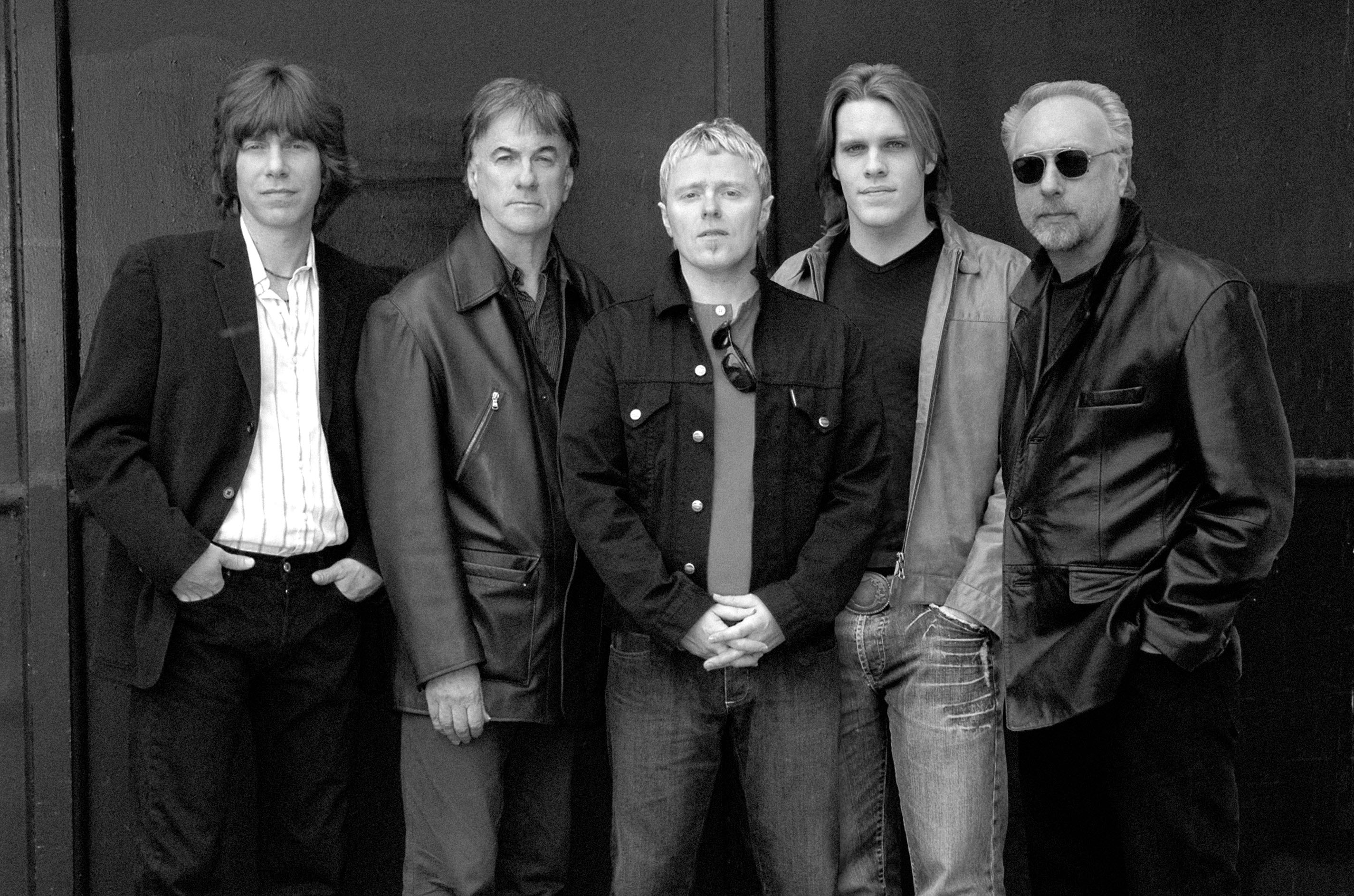
新生ヤードバーズ（2005年）。左から2人目がマッカーティ。

1992年、かつての同僚だったクリス・ドレヤと共にヤードバーズを再結成。この活動は長らく続いており、35年ぶりのアルバム発表や来日公演も果たした。
1992年、ヤードバーズがロックの殿堂入りを果たし、マッカーティは受賞者の一人に選ばれた。レルフの未亡人と遺児、ポール・サミュエル＝スミス、ドレヤ、ベック、ペイジと共に授賞式に出席した。
1994年に待望のソロ・アルバム『Out of the Dark』を発表。
2001年、イリュージョンのメンバーが再集結してルネッサンス・イリュージョンの名義で、23年ぶりの新作アルバム『スルー・ザ・ファイアー』を発表。
2009年『Sitting On The Top Of Time』、2018年『Walking in the Wild Land』とソロ・アルバムを発表。
2019年、ルネッサンスの結成50周年記念公演に客演。

## 人物
- ヤードバーズではサミュエル＝スミスと「スティル・アイム・サッド」を共作。同曲は1965年に「いたずらっ娘」と両A面シングルとして発表され、イギリスでヒットした[注釈 2]。
- ルネッサンスの2ndアルバム『幻想のルネッサンス』に収録された「Face of Yesterday」は、ルネッサンスの代表曲の一つである。再編成されたルネッサンスが発表した3rdアルバム『プロローグ』にも、彼が作曲した楽曲が取り上げられた。
- イル―ジョンではギターとヴォーカルを担当し、楽曲の殆ど全てを作詞・作曲した。

## ディスコグラフィ

### ソロ・アルバム
- Out of the Dark (1994)
- Sitting on the Top of Time (2009)
- Walking in the Wild Land (2018)

### ジム・マッカーティ・バンド
- Weekend In Memphis (2000) - McCarty Hite Blues Project名義
- Outside Woman Blues (2001) - The Jim McCarty Blues Band名義
- Two Steps Ahead (2002) - Jim McCarty Band名義
- Topham McCarty Band (2014) - Topham McCarty Band名義

### Shoot
- 『オン・ザ・フロンティア』 - On The Frontier (1973)

### Box of Frogs
- Box of Frogs (1984)

### Stairway
- Aquamarine (1987)
- Moonstone (1988)
- Chakra Dance (1989)
- Medicine Dance (1992)
- Raindreaming (1995)

### The British Invasion All-Stars
- Regression (1990)
- United (1991)

### Pilgrim
- Gothic Dream (1996)
- Search For The Dreamchild (1998)

### Stratosphere
- Fire Flight (2010)